# Сесен
Сейссен (фр. Seyssins) — коммуна во Франции, находится в регионе Рона — Альпы. Департамент коммуны — Изер. Входит в состав кантона Фонтен-Сейссине. Округ коммуны — Гренобль.
Код INSEE коммуны — 38486. Население коммуны на 2007 год составляло 6908 человек. Населённый пункт находится на высоте от 219  до 1 897  метров над уровнем моря. Муниципалитет расположен на расстоянии около 490 км юго-восточнее Парижа, 95 км юго-восточнее Лиона, 5 км юго-западнее Гренобля. Мэр коммуны — Michel Baffert, мандат действует на протяжении 2010—2014 гг.
Динамика населения (INSEE):